# Rainer Pfnür
Rainer Pfnür (né le 18 novembre 1939 à Berchtesgaden et mort le 25 février 2005 à Santa Gertrudis de Fruitera) est un peintre et graveur allemand du XXe siècle.

## Biographie
Il étudie le design à Munich et participe en 1967 à l'université d'été des beaux-arts de Salzbourg, fondée par Oscar Kokoschka, avec pour professeur Emilio Vedova.
Il commence à travailler avec des signes, éléments de base de sa peinture dans des œuvres aux titres politiques et à des séries d’eaux-fortes en lien avec des événements d’actualités. En 1972, la série Viva Olympia est présentée lors d’une exposition collective au Kunstverein de Munich. Il conçoit également une installation dans les rues du village de San Sperate en Sardaigne, à l’invitation du sculpteur Pinuccio Sciola.
À partir des années 70, il partage son temps entre Ibiza, Paris et Munich.
Il travaille à des peintures, dessins, collages et réalise plusieurs séries d’eaux-fortes et lithographies: Time is money, Images quotidiennes, Je est un autre en référence à Arthur Rimbaud. Sa série de toiles Love-Letters, adressée aux poètes espagnols de l’exil est présentée à Munich à la galerie Tanit en 1979.
Intervention Raum, une installation basée sur des diapositives retravaillées et des sons, est proposée au Kunstverein de Munich la même année, puis à la foire de Bâle et au Musée d’Art Contemporain d’Ibiza. C-Installation, son installation suivante est inaugurée en 1982 au Kunstforum du Lenbachhaus de Munich.
Son travail fait l’objet de plusieurs expositions à la galerie Carla Fuehr à Munich, à la galerie Lang à Vienne, à la galerie Nane Stern à Paris, au Centre Culturel Allemand à Paris et à la galerie Carl Van der Voort à Ibiza.
Les années 90 sont marquées par des interventions dans des lieux imposants: au Bureau Central des Douanes de Munich en 1991, à l’Usine Fromage de Rouen en 1993 autour du concept de Genius Loci et au Musée d’Art Contemporain d’Ibiza en 1993.
En 1996, il introduit dans son œuvre un principe formel nommé Pictogramme, alphabet composé de 25 signes utilisés pour reproduire les écrits de penseurs tels que Walter Benjamin, Cornelius Castoriadis et Guy Debord.
Ses œuvres font l’objet de ventes aux enchères à l’international, et sont présentes dans plusieurs collections privées, ainsi que dans les collections permanentes de la Bibliothèque Nationale de France et du Musée d’Art Contemporain d'Ibiza.

## Influences
Son influence principale est l’expressionnisme abstrait, notamment les travaux de Franz Kline et Jackson Pollock, ainsi que l’art informel européen d’Emilio Vedova.
Expérimentale et radicale, son œuvre s’intéresse au geste formel, au rythme, aux signes, aux symboles et à la calligraphie.
Son travail cite et interprète à sa manière les écrits d’intellectuels tels que Walter Benjamin, Cornelius Castoriadis, Guy Debord et le poète allemand Friedrich Hölderlin.

## Expositions personnelles
1968
- Galerie Atelier-Theater, Bern
- Galerie Melisa, Lausanne
- Galerie-Club, Lausanne

1970
- Via Arbarei, San Sperate
- Galerie Verena Müller, Bern
- Galerie Bel-Air-Art, Geneve

1971
- Galerie Il Traghetto, Venise

1972
- Galerie Tino Ghelfi, Vicenza
- Galerie Ivan Spence, Ibiza
- Galerie Studio 3-Bi, Bolzano
- Galerie Baumeister, Munich

1974
- Galerie Mewes, Hambourg
- Galerie im Fernsehen, Munich

1975
- Stadt.Galerie im Schaezler Palais, Augsbourg

1976
- A-U Raum, Regensbourg
- Galerie Tanit, Munich
- Galerie Baumeister, Munich

1977
- Centre culturel allemand, Paris
- Galerie Kerlikowsky, Munich

1978
- Galerie Tanit, Munich
- Galerie Pacifico, Copenhague
- Galerie Il Traghetto, Venise

1979
- Galerie Tanit, Munich

1982
- Kunstforum der Stadt. Galerie im Lenbachhaus, Munich
- Galerie Tanit, Munich

1983
- Museo d’Art Contemporani, Ibiza

1984
- Galerie Carla Fuehr, Munich

1985
- Galerie Lang, Vienne

1986
- Galerie Carla Fuehr, Munich

1987
- Sa-Nostra, Ibiza
- Galerie Nane Stern, Paris
- Centre culturel allemand, Paris

1988
- Musée des Beaux-arts, Rodez
- Galerie Nane Stern, Paris
- Galerie Carla Fuehr, Munich

1989
- École des Beaux-arts, Valence
- Galerie Carl Van der Voort, Ibiza

1991
- Verticale, Hauptzollamt, Munich
- Galerie von Braunbehrens, Munich
- Projects, Centre culturel allemand, Paris
- Aqua-Tinta, Verein für Original- Radierung, Munich
- Kunstring Sundern, Stadtgalerie, Sundern

1992
- Galerie Bamberger, Mannheim
- Galerie Klaus Braun, Stuttgart

1993
- Blue-Bird, Galerie Carl Van der Voort, Ibiza
- `ybshm, Museu d`Arte Contemporani, Ibiza
- Ich bin das Glück dieser Erde,Usine-Fromage, Rouen

1994
- Galerie von Braunbehrens, Munich
- Galerie Janos, Paris

1996
- Cita con Sekito, Galeria Van der Voort, Ibiza

1997 
- Words-II, Sa-Nostra, Palma
- Words, Sa-Nostra, Ibiza
- Galerie im Rathaus, (mit Fritz u.Gerner), Munich

2002
- Zeitkunstgalerie, Kitzbühel